# Salvatierra de los Barros (ort)
Salvatierra de los Barros är en kommunhuvudort i Spanien.   Den ligger i provinsen Provincia de Badajoz och regionen Extremadura, i den sydvästra delen av landet, 300 km sydväst om huvudstaden Madrid. Salvatierra de los Barros ligger 621 meter över havet och antalet invånare är 1 889.
Terrängen runt Salvatierra de los Barros är lite kuperad. Runt Salvatierra de los Barros är det glesbefolkat, med 17 invånare per kvadratkilometer. Närmaste större samhälle är Santa Marta, 14,5 km norr om Salvatierra de los Barros. 